# 奥来毒素
奥来毒素（英語：Orellanine，Orellanin）是在奥来丝膜菌家族中发现的一种真菌毒素。在结构上与N-氧化吡啶有关。

## 历史
1952年波兰科宁省一宗102人中毒，并导致11人死亡的中毒事件中首次引起了人们对奥来毒素的关注。奥来毒素已经在一些丝膜菌属真菌中发现，如奥来丝膜菌（Cortinarius,. orellanus）、细鳞丝膜菌（C. rubellus）、C.henrici、C.rainerensis（中文名不详）和黄褐丝膜菌（C. bruneofulvus）。与这些蘑菇有关的中毒事件主要发生在蘑菇采集常见的欧洲，不过北美和澳大利亚也有奥来毒素中毒病例的报道。有几起报道称人们把含有奥来毒素的蘑菇误认为可食用或致幻蘑菇食用而引起中毒。在中国陕西秦岭地区，也有过由奥来毒素引起的中毒报告。
1962年Stanisław Grzymala从奥来丝膜菌中提取并确认了奥来毒素。Grzymala并证明了奥来丝膜菌的肾毒性，并确认了奥来毒素的物理化学性质。其发现蘑菇的毒性是由于延迟和急性肾损伤造成的。
奥来毒素的化学结构首次由Antkowiak和Gessner于1979年推导出来，他们将其鉴定为3,3',4,4'-四羟基-2,2'-联吡啶-1,1'-二氧化物。

## 合成
奥来毒素于1985年实现人工合成，以2-氨基吡啶经过10步合成得到。次年Tiecco报导了以3-羟基吡啶为原料的全合成路线。

1986年Tiecco等人提出的奥来毒素全合成路线

## 结构
奥来毒素是N-氧化吡啶衍生物，其存在两种互变异构体，其中N-氧化吡啶形式更稳定。奥来毒素在毒蘑菇子实体内十分稳定，蘑菇经烹煮、甚至是20年储藏后仍不会被破坏。

奥来毒素的两种互变异构体

奥来毒素的结构已经由X射线衍射确认。在晶体结构中，两个吡啶环几乎垂直，使奥来毒素具有手性。然而，从蘑菇中提取的奥来毒素样品是无光学活性的外消旋混合物，可能是由于提取过程中的外消旋作用造成的。

## 毒性
奥来毒素对植物、动物和微生物具有广泛的毒性作用。尽管奥来毒素的毒性机制尚不完全清楚，但它很可能针对原核生物和真核生物中的细胞过程。已发现奥来酸能抑制蛋白质、 RNA和DNA等生物分子的合成，并促进对碱性磷酸酶、γ-谷氨酰转移酶和亮氨酸氨基肽酶等几种酶的非竞争性抑制。此外，奥来毒素还被证明会干扰三磷酸腺苷酶的产生。
奥来毒素是一种带有正电荷氮原子的联吡啶，其化学性质与联吡啶类除草剂百草枯和敌草快类似。这类物质不仅对植物有毒，而且对人类和牲畜也有毒。带正电氮原子的联吡啶化合物会破坏生物体中重要的氧化还原反应，夺取一个或两个电子，有时还会将电子传递给其他通常是不好的氧化还原反应。这些反应的最终产物可能是有害的活性氧物质，如过氧化物或超氧离子。人们常认为奥来毒素产生氧化应激的方式与百草枯和敌草快类似。
对于人类来说，由肾毒性奥来毒素引起的中毒特点是潜伏期很长，通常在摄入后2-4至14天才会出现首发症状。潜伏期会随着食用蘑菇的数量而缩短。奥来毒素中毒的首发症状类似于普通流感（恶心、呕吐、胃痛、头痛、肌痛等），随后会出现肾衰竭的早期阶段症状（极度口渴、尿频、肾脏及周围疼痛），最终出现尿量减少或消失等肾衰竭特征症状。 如果不及时治疗，将导致死亡。
奥来毒素对小鼠LD50为12-20 mg/kg。

## 治疗
目前尚没有治疗奥来毒素中毒的解毒药物。治疗主要包括支持治疗和血液透析（如果需要）。仅 30% 的中毒患者肾功能完全恢复。有报道称，使用皮质类固醇和抗氧化剂治疗可改善临床结果。

## 相关研究
这种化合物目前正在进行临床试验，作为治疗各种肾癌的潜在方案。